# Namutumba
Namutumba  este un oraș  în  Uganda. Este reședinta  districtului Namutumba.